# Heuqueville (Seine-Maritime)
Heuqueville település Franciaországban, Seine-Maritime megyében. Lakosainak száma 715 fő (2022. január 1.). Heuqueville Cauville-sur-Mer és Saint-Jouin-Bruneval községekkel határos.

## Népesség
A település népességének változása:
| Lakosok száma | 699  | 706  | 720  | 718  | 716  | 715  | 713  | 720  | 715  |
|               | 2013 | 2015 | 2016 | 2017 | 2018 | 2019 | 2020 | 2021 | 2022 |